# Speyerer Tor
Das Speyerer Tor (vormals Speyerthor) ist ein triumphbogenartiges Stadttor, ein Relikt der ehemaligen Befestigung der Stadt Frankenthal, die im heutigen Bundesland Rheinland-Pfalz liegt. Es erhielt seinen Namen ebenso nach der Freien Reichsstadt Speyer wie die Speyerer Straße, die von der damaligen Stadtmitte (Marktplatz) durch das Tor auf Speyer zuführte. Das Pendant dazu ist das Wormser Tor am nördlichen Eingang zur Innenstadt.

## Geographische Lage
Das Tor steht auf einer Höhe von 95 m ü. NHN und prägt den südlichen Eingang zur Innenstadt und der Fußgängerzone. 

## Geschichte
Im ausgehenden 16. Jahrhundert gehörte die aufstrebende Gemeinde Frankenthal, die damals etwa 3000 Einwohner zählte, zur Kurpfalz. 1573 wurde mit dem Bau einer ersten, allerdings noch mangelhaften Stadtmauer begonnen. Nachdem Pfalzgraf Johann Casimir dem Ort im Jahre 1577 die Stadtrechte verliehen hatte, wurde Frankenthal zwischen 1600 und 1608 zur stärksten linksrheinischen Festung der Kurpfalz ausgebaut, die sogleich im Dreißigjährigen Krieg ihre Bewährung zu bestehen hatte: 1621 Belagerung durch die Spanier, 1623–1632 und 1635–1652 spanische Besatzung, dazwischen schwedische Besatzung. Dank des Einsatzes der Frankenthaler Schützen gelang es dreimal (1621, 1622 und 1644), die Befestigungen gegen angreifende Truppen zu verteidigen. 
1689, im Pfälzischen Erbfolgekrieg, wurde auf Anordnung des französischen Königs Ludwig XIV. die Festung geschleift und die Stadt niedergebrannt. 
Unter Kurfürst Carl Philipp begann man 1718 mit der Errichtung einer einfachen Ringmauer, die jedoch unvollendet blieb. Der Kurfürst Carl Theodor ließ die Befestigung ausbauen und vervollkommnen. Ab 1770 wurden zunächst zwei anspruchsvollere Stadttore errichtet, die eher der Repräsentation als der Befestigung zu dienen hatten. Nach der Neuerrichtung des Wormser Tors wurde 1772/73 das Speyerer Tor nach Plänen des Mannheimer Architekten Nicolas de Pigage im Barockstil errichtet. Das Tor entstand zeitlich unmittelbar vor dem Karlstor in Heidelberg, das vom gleichen Architekten geplant wurde, und ist heute das letzte dieser Art, das in Rheinland-Pfalz erhalten ist. 
Am 3. Januar 1794 kam es im Rahmen des 1. Koalitionskrieges vor dem Speyerer Tor zu einem Gefecht zwischen von Süden angreifenden französischen Revolutionstruppen und der die Stadt verteidigenden Preußischen Armee. Die Franzosen feuerten mit achteinhalbpfündigen Kanonen auf Frankenthal und sie trafen dabei auch das Speyerer Tor, das noch heute die entsprechenden Beschädigungen aufweist. Ebenso entspann sich ein Schusswechsel mit Musketen, deren zahlreiche Einschüsse am Tor und in der inneren Durchfahrt ebenfalls noch vorhanden sind.
Die Stadt wuchs im folgenden Jahrhundert sehr schnell, so dass die Mauern bis 1870 zum größten Teil abgetragen wurden. Den beiden Stadttoren blieb ein gleiches Schicksal erspart, weil die Bürger sich gegen den Stadtrat durchsetzen konnten. Im Zweiten Weltkrieg wurden die Tore beschädigt, sie konnten jedoch erhalten und später restauriert werden.
Eine graphische Darstellung des Speyerer Tores bildet das Logo der Stadt Frankenthal.
Am Tor wurde 2008 eine feste Illumination installiert.